# 劉柔遠
}}

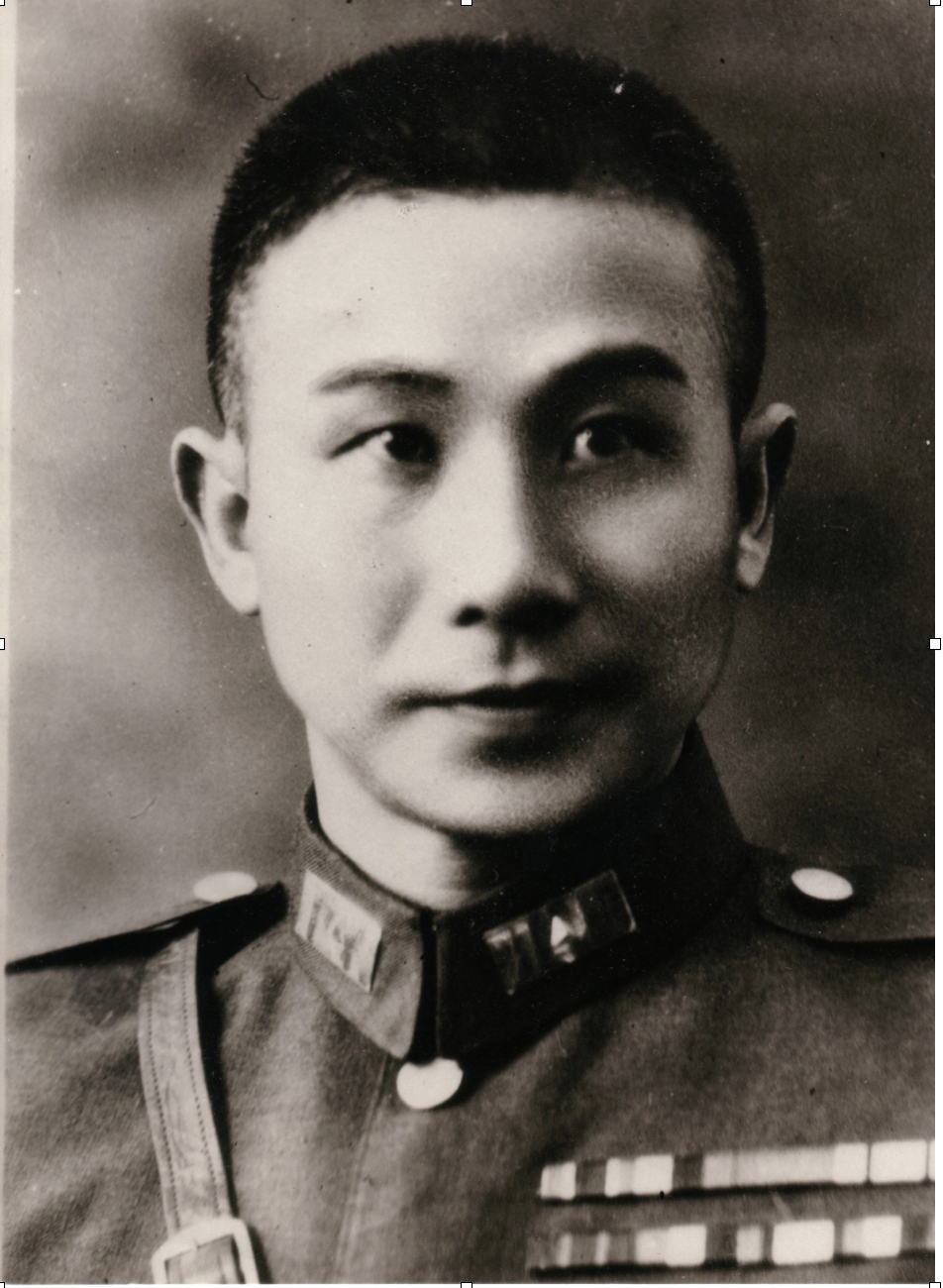
劉柔遠將軍

劉柔遠（1905年11月24日－1989年6月13日），字剛正，又字燦藜，單名剛，又名卡那，幼名柏林，湖南省茶陵縣平水三門人，中國國民黨黨員，中華民國中將。一生致力救國，教育與環境保護，堅信國父孫中山遺言“中國一定強”。
劉柔遠於 1926年（民國15年）在武昌大學讀書時受命為北伐軍作内應，配合北伐軍攻克武昌城。這是劉柔遠第一次參加革命，為統一中國而努力。1928年十月黃埔軍校第六期畢業。黃埔六期同屆畢業有戴笠，中華民國著名將軍。劉柔遠並先後於國民黨陸軍大學特別班第二期畢業，人事班、兵役研究班學習。
1937年（民國26年），中日戰爭爆發，劉柔遠受命保衛南京，指揮官兵誓死守城，浴血奮戰。撤退时，奉命燒毁軍用物資及地圖文件，乃至被圍城内，經過殊死戰鬥，始得突擊。劉柔遠參與無數抗日戰役，南京保衛戰為最慘烈。1952年，在台灣因白色恐怖而被監禁，後判決無罪獲釋。劉柔遠曾任中華民國國民大會代表，國大主席團。1989年6月13日，劉柔遠因心臟病突發病逝，終年85歲。

## 家族背景
劉柔遠生於1905年11月24日湖南省茶陵縣平水三門灣，茶陵有“將軍之鄉”之譽，當中，民國將軍有31位. 包括中將6名，少將25名；將軍人數之多在中國名列前茅。父劉義祥務農，母周氏生育有六子，柔遠排行第六。周氏相夫教子重視教育。但因家貧如洗，無法送子女去私塾唸書。為了劉家子孫未來，劉柔遠兄長將辛苦種田存下的積蓄供給劉柔遠進城求學，希望出個“讀書子”。這也奠定後來劉柔遠為鄉人設立獎學金的由來。
劉柔遠家鄉許的媳婦曾柏嫂十四、五歲染瘟疫逝世。劉柔遠於1932年與兼陸軍大學教務長龔浩的義女章端志成婚。1939年章氏不幸因難產而逝。1941年與陳勵猷小女陳粵秀（陳正）成婚。劉柔遠與陳正育有五子：主坤、主民、主域、主儀、主成。

## 早年經歷 （1926-1937）
劉柔遠於1926年（民國十三年）考入武昌大學。民國15年（1926年）在武昌大學讀書時曾受命為北伐軍作内應，配合北伐軍鐵軍張發奎攻克武昌城。這是劉柔遠第一次參加革命，為統一中國而努力。時於武昌困城內四十三日，飢則以樹皮、草根、糠殼果腹。劉柔遠曾被捕陪斬，其後連續被捕出死入生凡九次。後決心投筆從戎，考取長沙第三分校。同年冬，入長沙中央軍事政治學校。1928年十月黃埔軍校第六期畢業。黃埔六期同屆畢業有戴笠，中華民國著名將軍。1929年（民國十八年）於西征之役，被選為黃埔同學會湖南特派員。時湘省局勢惡劣，歷盡艱險，始達成任務，蒙校長蔣中正明令嘉獎。劉柔遠並先後於陸軍大學特別班第二期畢業，人事班、兵役研究班學習。

## 抗日戰爭 （1937-1945）
1937年秋，適逢日本軍全面侵華，劉柔遠奉派至江陰江防總司令部任少将参谋處长，南京危急時，唐生智受命保衛大南京，劉柔遠被任南京衛戍司令部少將團長，受命指揮官兵誓死守城，浴血奮戰。撤退时，奉命燒毁軍用物資及地圖文件，乃至被圍城内，經過殊死戰鬥，始得突擊，轉而率部隊打游擊戰70餘日，傷亡日軍伶木三本多人。最後因敵眾我寡，戰事失利，隱藏於難民之中。他曾多次親眼目睹日軍殘殺中國居民的慘狀。1938年春，乘隙逃出虎口，潛入上海法租界，得同學幫助搭法國海輪繞道香港回到武漢，向政府請罪。由於劉柔遠於身陷南京時，暗中窺視了日本侵略軍的一些軍事設施與動態，回到內地後，把親目所見作為軍事情報，整理上報，因而蒙上峰嘉勉，並奉派為第五十四軍第十八師第五十四旅少將旅長，受命參加湖北陽新大治戰役，苦戰月餘，部隊傷亡慘重，於11月底率部調湖南益陽休整。劉柔遠升為第十八師副師長，代理師長。1939年調南嶽游擊幹部訓練班少將大隊長。1940年，奉調為第六戰區長官司令部少將交通處長。1943年春，鄂西會戰後，陳誠以第五十五師師長吳光朝能力薄弱，掌握不確，致損失過大，調為本部高級參謀，遺缺以副師長兼本部參謀處長武書遠升代，其副師長缺擬以點驗分會少將副主任劉柔遠調任。1945年夏，抗日勝利，劉柔遠任陸軍總司令部第二補充兵總隊長。

## 南京大屠殺
1937年 （民國二十六年），適逢抗戰軍興，省都危急，劉柔遠被調為南京衛戌司令部少將衛戌團長，浴血奮鬥，艱辛備嘗，於敵軍盲目轟炸，城破兵潰之際，奉令焚毀國軍遺留鐵道部之地圖及軍用品後，即從事游擊戰，凡七十一日，狙擊日酋伶木山本等多人。撤退时，奉命燒毁軍用物資及地圖文件，乃至被圍城内，經過殊死戰鬥，始得突擊，轉而率部隊打游擊戰70餘日，傷亡日軍伶木三本多人。最後因敵眾我寡，戰事失利，隱藏於難民之中。困於南京城時，喬裝小菜攤販混於難民中，在鐵蹄踐踏的淪陷區朝不保夕地度過了兩個多月的艱險生活。劉柔遠當時親眼目睹日軍凌辱殘殺中國居民的慘狀，不勝唏噓。根據中國檔案資料網，在孙俍工所编的《淪陷惨状记》描寫南京大屠殺的真實寫照中收錄了劉柔遠寫的《自京脫險抵湘談話》一文，其中對日軍在南京的屠殺情形進行了歸納：
“從十二月十三到十八日，是寇軍大規模的屠殺期間，從十八日到一月初旬，是很細密很普遍的自由屠殺期間，一月初旬以後，是零星屠殺期間。在第一期間以內，寇軍牽引著成千成百的民眾，到寬廣的地方去執行槍決，是一種觸目皆是慘劇，自朝至暮，也不知要發現多少次數。在第二期以內，街頭巷尾到處是難民的死屍，無論是壯丁也好，老弱也好，寇軍看見了，只當他們認為有充當戰鬥員的可能，或是有財物可掠，或更有他項情況觸發了他們的殺心，提取刺刀，就完結了這人的性命。到了第三個期間，寇軍的殘暴行為略為減少了，但是遭毒手的民眾，還是時有所聞。“
劉柔遠回鄉省親時曾將他南京保衛的經歷分享給在校師生，號召愛國。在國難當頭的日子，讓當時老師學生透析日本暴行。

## 中年經歷
1945年8月，劉柔遠受命在武漢成立第七軍官總隊，任總隊長，繼調濟南第十九軍官總隊總隊長。1946年冬調任重慶師管區司令。1947年夏，任湘南師管區司令。劉柔遠奉命從重慶調任衡陽參加茶陵國大代表競選。因為當時局勢複雜混亂，國大代表選舉過程有票數爭執，掀起茶陵黨，團兩派鬥爭，造成同鄉之間彼此猜疑。1948年，劉柔遠奉調為聯勤總司令部第十二兵站總監部總監，負責第一兵團及桂系在湘部隊的給養，掌管幾十萬人馬的糧秣被服、軍餉軍械、軍醫藥械、交通器材等後勤軍需補給，因程潛、陳明仁、霍揆彰均急速擴軍，所以軍糧的調撥相當艱苦。劉柔遠多次與省政府協調，將省府各庫公糧撥出碾成大米以備供應，各地駐軍之用糧則由各供應站、分站、糧秣庫等憑總監部的徵糧命令分別供應。1949年元旦，劉柔遠晉升中將。其時中國共產黨與國民黨正是在戰役膠著的狀況，情勢不明。劉柔遠受命於危難之中，篤守本分。

## 戰役經歷
抗戰期間，劉柔遠所參加之主要戰役有江陰江防戰、首都保衛戰及武漢會戰、長沙會戰、常德會戰等戰役。屢挫敵軍，厥功至偉。

## 冤獄平反
由於劉柔遠全家曾在香港停留才到台灣，造成被誣陷藉口。1952年（民國41年1月10日）劉柔遠在臺灣被誣陷叛亂而被禁錮於中華民國軍法局 (民國41年1月10日~民國42年5月1日），長達16個月。後經查証無罪。根據國家檔案局資料，國防部參謀總長周至柔向蔣中正總統報告劉柔遠將軍叛亂案經判決無罪。劉柔遠夫人陳正帶著四個孩子，包括剛出生的劉主儀，四處尋求援助，搶救無辜被當作政治犯的劉柔遠。陳情狀由劉柔遠岳父陳勵猷一張張地用毛筆寫，劉柔遠夫人陳正每日去當局向長官陳情。同時劉陳正為了生計，除了照顧四個子女之餘，並利用晚間去補習學校重新學習會計等職業技能。第五子劉主成於劉柔遠蒙難獲釋後兩年出生。劉柔遠雖經冤獄，卻從不曾抱怨。他忠黨愛國，死而後已。

## 劉氏獎學金
劉柔遠父親劉義祥務農，母親周氏生育有六子，柔遠排行第六。周氏相夫教子重視教育。但因家貧如洗，無法送子女去私塾唸書。為了劉家子孫未來，劉柔遠兄長將辛苦種田存下的積蓄供給劉柔遠進城求學。這也奠定後來劉柔遠為鄉人設立獎學金的由來。親人如有立大志氣，努力苦讀、品行優良之子女，可得獎學金。劉柔遠誓必竭願盡所有方法，節衣縮食，籌發獎學金。
劉柔遠個性木訥，剛直，待人真誠，把榮譽感看成他的第二生命，把教育視為進步之基本. 深信劉義祥公周老夫人位下子子孫孫，必將繼起有人，光宗耀祖。1988年，兩岸開放，劉柔遠立即委託鄉人在茶陵三門灣設立獎學金，劉柔遠夫人也於同年帶著夫君願望回鄉探親幫助獎學基金創立。幫助了許多年輕後代。
劉柔遠於1988年家書言： “今余別無掛念，甚希兒輩努力上進，和愛互助，克勤克儉，各自保重，做一個頂天立地的善良人”。

## 年表
- 1905年，出生於湖南省茶陵縣平水三門灣
- 1924年，考入武昌大學
- 1926年，參加北伐戰役
- 1928年，黃浦軍校第六期畢業
- 1929年，於西征之役，被選為黃埔同學會湖南特派員。時湘省局勢惡劣，歷盡艱險，始達成任務，蒙校長蔣中正明令嘉獎
- 1937年，參與南京保衛戰，劉柔遠被任南京衛戍司令部少將團長，受命指揮官兵誓死守城，浴血奮戰。撤退时，奉命燒毁軍用物資及地圖文件而被困南京
- 1938年，乘隙逃出虎口，潛入上海法租界，向政府請罪。由於身陷南京時，暗中窺視了日軍事設施與動態，整理上報，因而蒙上峰嘉勉
- 1939年，調南嶽游擊幹部訓練班少將大隊長
- 1939年，調南嶽游擊幹部訓練班少將大隊長
- 1940年，奉調為第六戰區長官司令部少將交通處長
- 1941年，與陳正女士結為連理
- 1943年，鄂西會戰後，陳誠調為本部高級參謀，點驗分會少將副主任劉柔遠
- 1945年，任陸軍總司令部第二補充兵總隊長，八月受命在武漢成立第七軍官總隊，任總隊長，繼調濟南第十九軍官總隊總隊長
- 1947年，調任湘南師管區司令。並當選湖南省國大代表
- 1948年，奉調為聯勤總司令部第十二兵站總監部總監，為第一兵團及桂系在湘部隊的給養
- 1949年，劉柔遠晉升中將
- 1952年，在臺灣白色恐怖被誣陷叛亂而被禁錮於中華民國軍法局
- 1953年，參謀總長周至柔向蔣中正總統報告劉柔遠將軍叛亂案經判決無罪，冤情澄清經總統蔣中正親自批示無罪開釋
- 1978年，第六屆國民大會主席團主席
- 1984年，第七屆國民大會主席團主席
- 1988年，台灣省戒嚴解除（1987年7月15日），劉柔遠託夫人劉陳正女士回鄉辦獎學金，照顧鄉人後代學子
- 1989年6月13日，劉柔遠因心臟病突發病逝，終年85歲。